# Coronatae
Coronatae é uma ordem de cnidários da classe Scyphozoa.